# Anna Iwanowna Kaaleste
Anna Iwanowna Kaaleste, gebürtig Muchina (russisch Анна Ивановна Каалесте, Мухина; * 17. Januar 1930 in Pargolowo; † 16. Juli 2014 in St. Petersburg) war eine sowjetische Skilangläuferin.
Kaaleste, die für den Dynamo Leningrad startete, nahm an den Olympischen Winterspielen 1956 in Cortina d’Ampezzo teil. Dabei lief sie auf den neunten Platz über 10 km. Ein Jahr zuvor errang sie über 10 km den siebten Platz bei den Lahti Ski Games. Bei sowjetischen Meisterschaften siegte sie siebenmal mit der Staffel (1953, 1955, 1960–1963, 1966). Zudem wurde sie im Jahr 1954 Zweite und 1964 und 1965 jeweils Dritte mit der Staffel. Im Jahr 1955 kam sie über 5 km auf den dritten Platz. Nach ihrer Karriere war sie in Leningrad von 1967 bis 1972 als Trainerin an der Sportschule  und von 1972 bis 1986 als Lehrerin an der Hochschule tätig. Sie war mit dem Kanute und Biathlontrainer Mihhail Kaaleste verheiratet.